# Neste (azienda)
Neste Oyj, è una compagnia finlandese di raffinazione, trasporto e vendita di petrolio e diesel rinnovabile con sede a Espoo. La società è quotata nella borsa di Helsinki e lo stato finlandese ne detiene la maggioranza delle quote azionarie (50.1%).
La Neste ha avuto il completo monopolio del mercato finlandese sino agli anni novanta e ancora oggi, nonostante il regime di monopolio sia terminato, continua a rifornire la quasi totalità delle stazioni di servizio del paese.

## Storia
Neste venne fondata nel 1948 come compagnia petrolifera di stato della Finlandia per assicurare al paese la disponibilità di carburante. La prima raffineria fu costruita a Naantali nel 1957, ma la crescente richiesta di carburanti portò nel 1965 alla costruzione di un secondo sito nell'area industriale di Porvoo, che fu completato nel 1965.
Negli anni settanta Neste fece il suo ingresso anche nel settore petrolchimico, in quello della produzione di materie plastiche e del gas naturale. Nel 1994 il settore petrolchimico fu scorporato e nacque la società Borealis, una joint venture con la norvegese Statoil, poi diventata Equinor. Nel 1998 Neste si fuse con la società elettrica Imatran Voima Oy per formare Fortum Oyj. Nel 2004, da una collaborazione con l'americana Jacobs Engineering nacque la società di ingegneria dell'automazione Neste Jacobs. Nel 2005 la divisione petrolifera della Fortum venne scorporata per riformare nuovamente la Neste mentre tutti gli altri settori industriali vennero ceduti ad altre ditte.

## Aspetti controversi
A inizio anni 2000 Neste ha fatto grossi investimenti nella produzione di biodiesel (Neste Green Diesel), e nel 2012 prevedeva di produrre il 5% dell'intera produzione mondiale usando circa 2,5 tonnellate di olio di palma. Queste attività sono state oggetto di dure critiche da parte di Greenpeace, poiché Neste Oil acquista l'olio di palma dalla IOI Group, società responsabile della deforestazione illegale delle foreste pluviali in Malaysia e Indonesia.
Per questo motivo nel 2011 Neste Oil è entrata a far parte della Hall of Shame di Greenpeace, dove ogni anno vengono nominate e votate aziende multinazionali che si sono negativamente contraddistinte per quanto riguarda le condizioni lavorative, l'inquinamento, la disinformazione e l'incuranza della responsabilità sociale dell'azienda. Nelle votazioni avvenute sul sito publiceye.ch la ditta finlandese ha collezionato 17.385 voti superando la BP e la Philip Morris, rispettivamente seconda e terza.